# Franco Politano
Franco Politano (Conflenti, 5 novembre 1939 – Firenze, 4 gennaio 2009) è stato un politico italiano.

## Biografia
Esponente del Partito Comunista Italiano fin dal 1960. Negli anni Settanta è segretario della federazione provinciale del PCI di Catanzaro e presidente regionale della Confcoltivatori (ex Alleanza Contadini). Nel 1979 viene eletto deputato per la VIII legislatura, nella circoscrizione Calabria, concludendo il proprio mandato parlamentare nel 1983.
In seguito è segretario regionale del PCI calabrese e viene poi eletto consigliere regionale, dal 1987 al 1990 è vicepresidente della Regione Calabria nella giunta di solidarietà presieduta da Rosario Olivo.